# Breakout 2000
Breakout 2000 is een computerspel dat werd ontwikkeld door MP Games en uitgegeven door Atari Corporation en Telegames. Het spel kwam in 1996 uit voor de Atari Jaguar. Net als in Breakout moet de speler met een paddel de bal kaatsen. Nieuw in deze versie is dat het speelveld 3D wordt weergegeven. Het spel kan met een of twee spelers gespeeld worden. Ook kunnen tijdens het spelen power-ups worden opgepakt waarmee bijvoorbeeld een wapen kan worden verkregen waarmee de blokken gewoon weggeschoten kunnen worden.

## Ontvangst
| Beoordeeld door | Datum         | Score |
| --------------- | ------------- | ----- |
| ST-Computer     | maart 1997    | 75%   |
| neXGam          | 1996          | 64%   |
| myatari         | december 2000 | 60%   |